# Iceberg

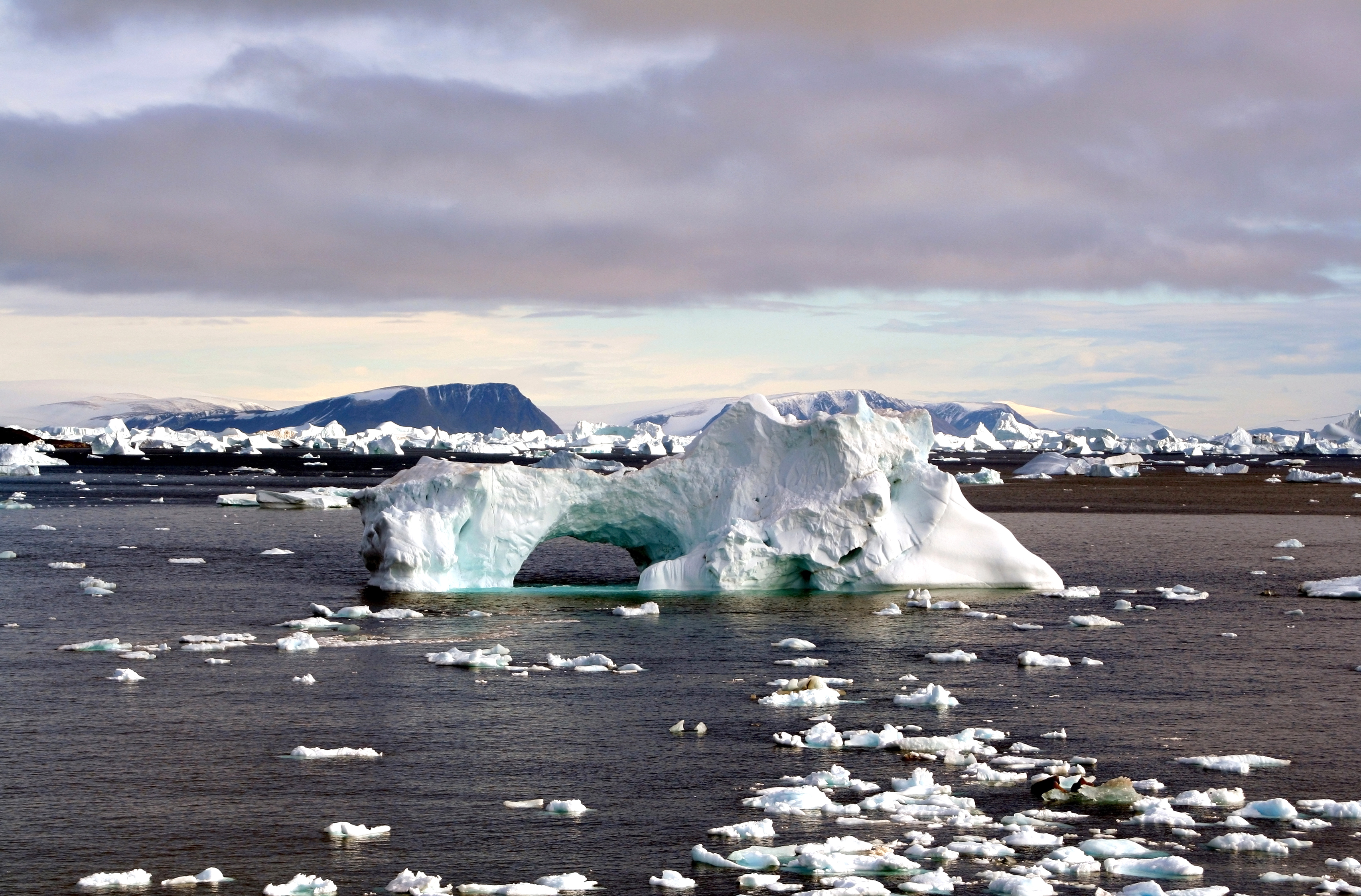
Iceberg en Cabo York, Groenlandia.

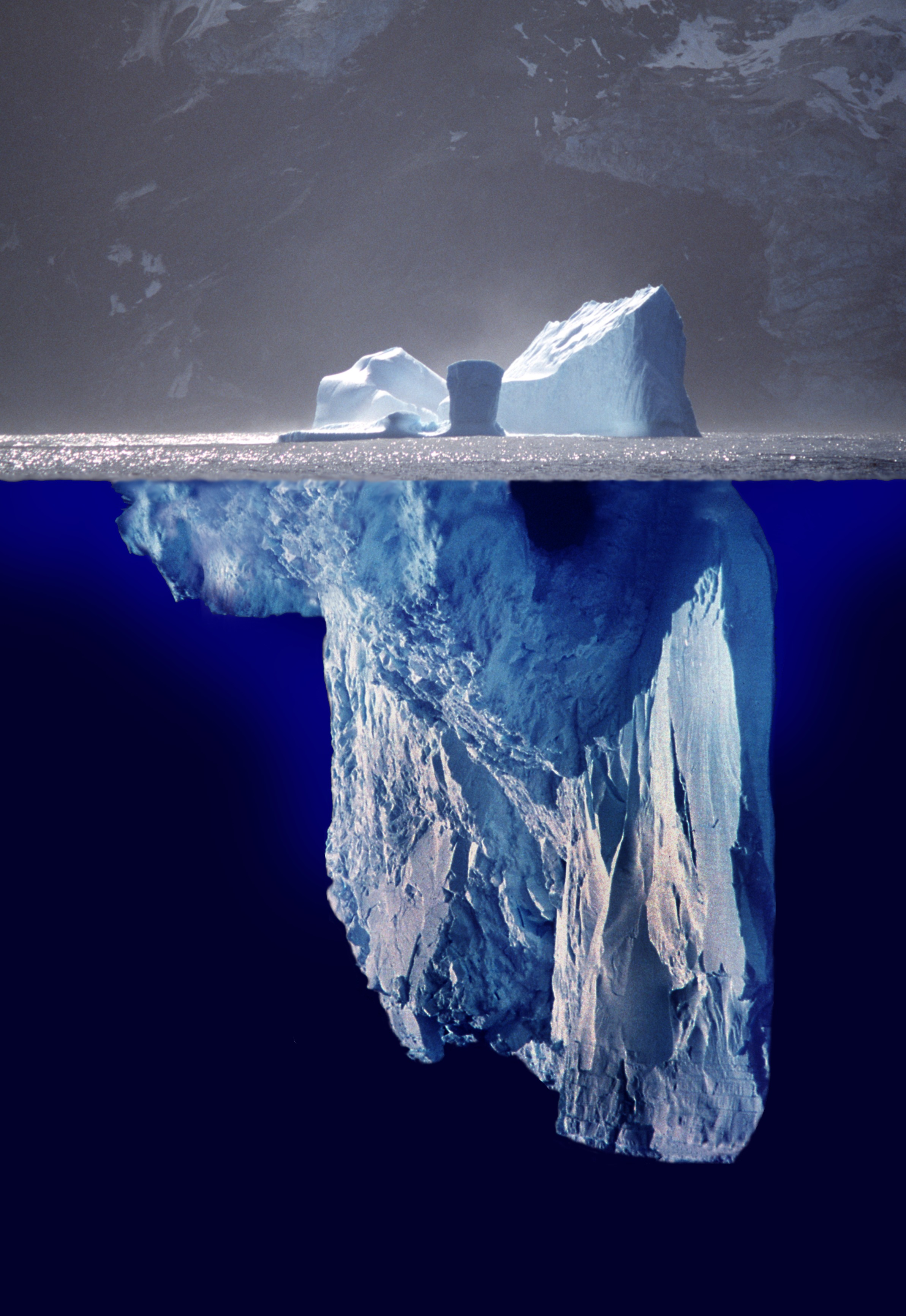
Imagen de cómo se vería un témpano de hielo flotando sobre el agua.

Un iceberg (del inglés iceberg, y este del neerlandés medio ijsberg) o témpano de hielo es una gran masa de hielo flotante desprendido de un glaciar o una plataforma de hielo que sobresale en parte de la superficie del mar.
Al desprenderse de las zonas polares, los icebergs se desplazan hacia latitudes medias, en parte ayudados por las corrientes marinas frías de origen ártico, como es el caso de la corriente del Labrador. Como consecuencia de ello, estas grandes masas de hielo constituyen un obstáculo peligroso en las rutas de navegación marítima. Un témpano de hielo aparenta ser no muy grande porque sobresale del agua solo la octava parte de su volumen total, aunque, de hecho, su parte sumergida puede alcanzar dimensiones enormes, más en superficie que en altura. Por eso constituyen un grave peligro para la navegación ya que las embarcaciones pueden dañarse al colisionar con ellos. El hundimiento del Titanic es el ejemplo representativo de estos peligros, ya que es un caso conocido a nivel mundial que hizo comprender el riesgo de la fragilidad de un barco y las terribles consecuencias que le siguen.

## Etimología
La palabra proviene del neerlandés ijsberg, literalmente 'montaña de hielo'. Otras lenguas germánicas emplean palabras similares para referirse al mismo concepto; así, en alemán se dice Eisberg, en bajo sajón Iesbarg y en sueco isberg.
Témpano, del latín tympanum.

## Descripción

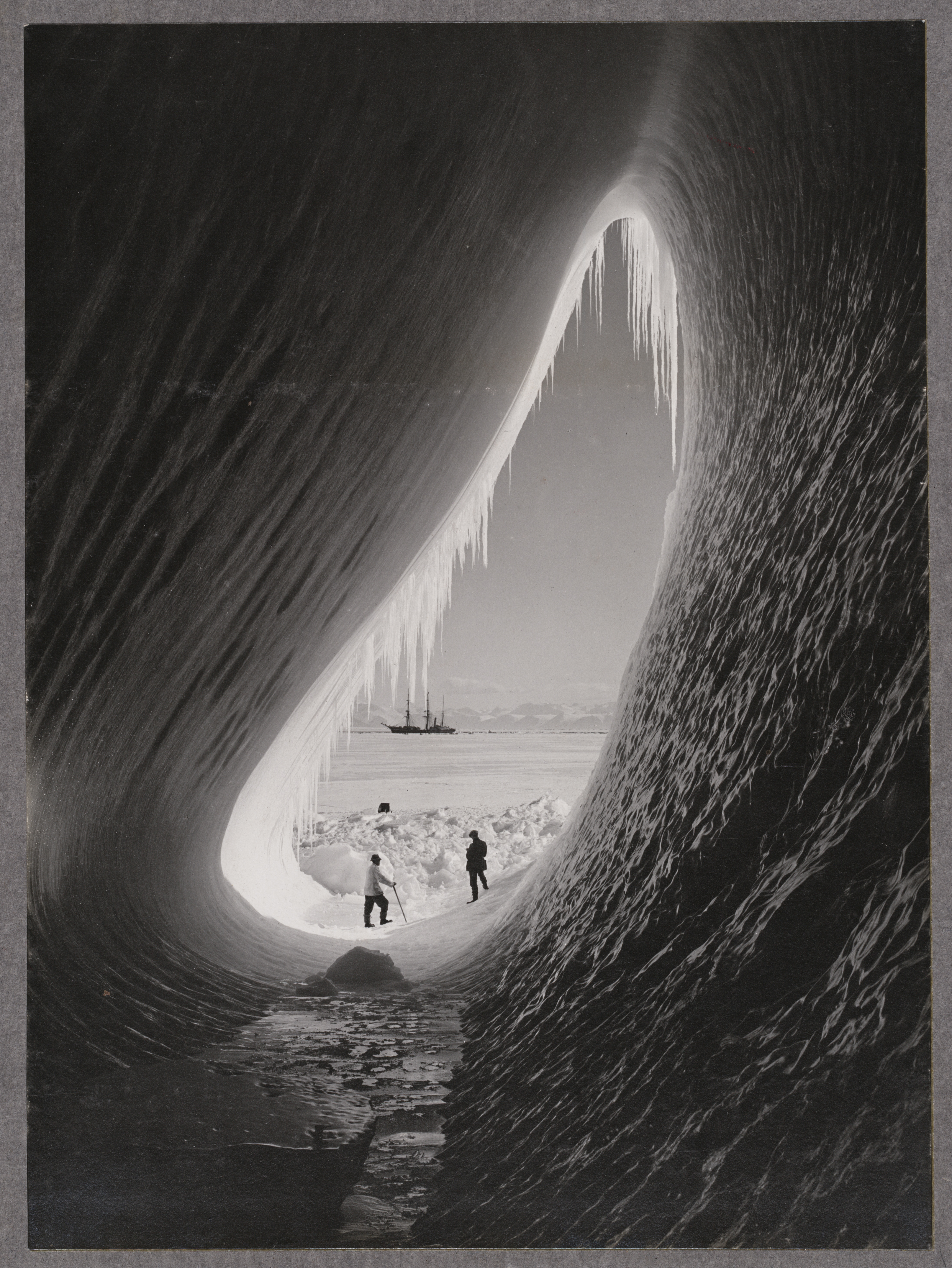
Gruta en un iceberg, fotografiado durante la Expedición antártica británica de 1911–1913, 5 de enero de 1911

Por lo general, aproximadamente una décima parte del volumen de un iceberg está sobre el agua, lo que se deriva del principio de flotabilidad de Arquímedes; la densidad del hielo puro es aproximadamente 920 kg/m3, y la de agua de mar sobre 1.025 kg/m3. El contorno de la parte subacuática puede ser difícil de juzgar mirando la parte sobre la superficie.
| Clase de tamaño    | Altura (m) | Longitud (m) |
| ------------------ | ---------- | ------------ |
| Gruñidor           | <1         | <5           |
| Pedacito montañoso | 1–5        | 5–15         |
| Pequeño            | 5–15       | 15–60        |
| Medio              | 15–45      | 60–122       |
| Grande             | 45–75      | 122–213      |
| Muy grande         | >75        | >213         |

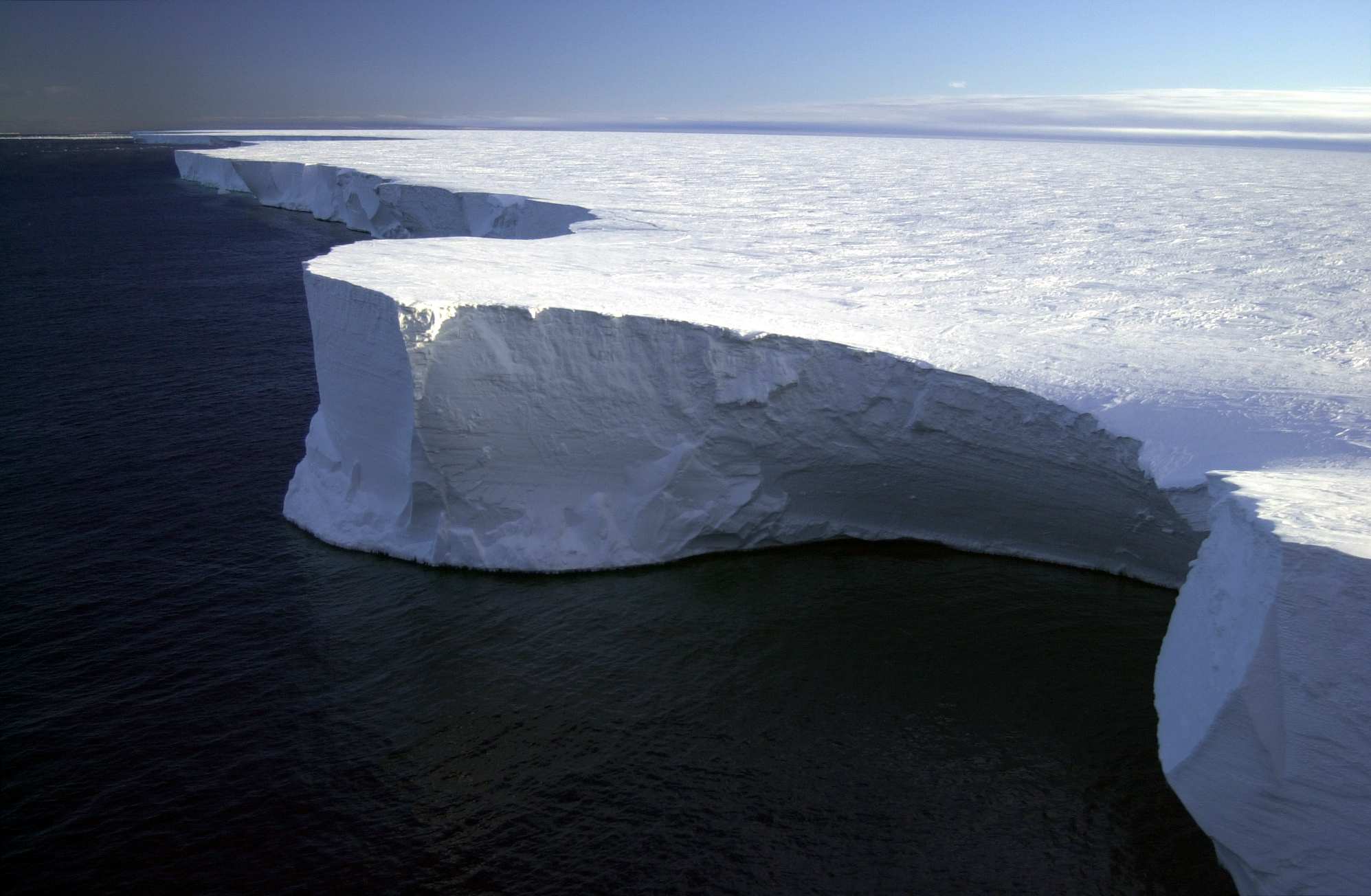
Borde norte del Iceberg B-15A en el Mar de Ross, Antártida, 29 de enero de 2001

Los icebergs más grandes registrados han sido por desprendimiento de hielo, de la plataforma de hielo de Ross de la Antártida. Los icebergs pueden alcanzar una altura de más de 100 metros sobre la superficie del mar y tienen una masa que va desde unas 100 000 toneladas hasta más de 10 millones de toneladas. Los icebergs o trozos de hielo flotante de menos de 5 metros sobre la superficie del mar se clasifican como "pedacitos montañosos"; más pequeños que 1 metro: "gruñidores". El iceberg más grande conocido en el Atlántico Norte fue de 168 metros sobre el nivel del mar, informado por el rompehielos de la USCG Eastwind en 1958, por lo que es la altura de un edificio de 55 pisos. Estos icebergs se originan en los glaciares del oeste de Groenlandia y pueden tener temperaturas interiores de −15 a −20 °C.

## Origen

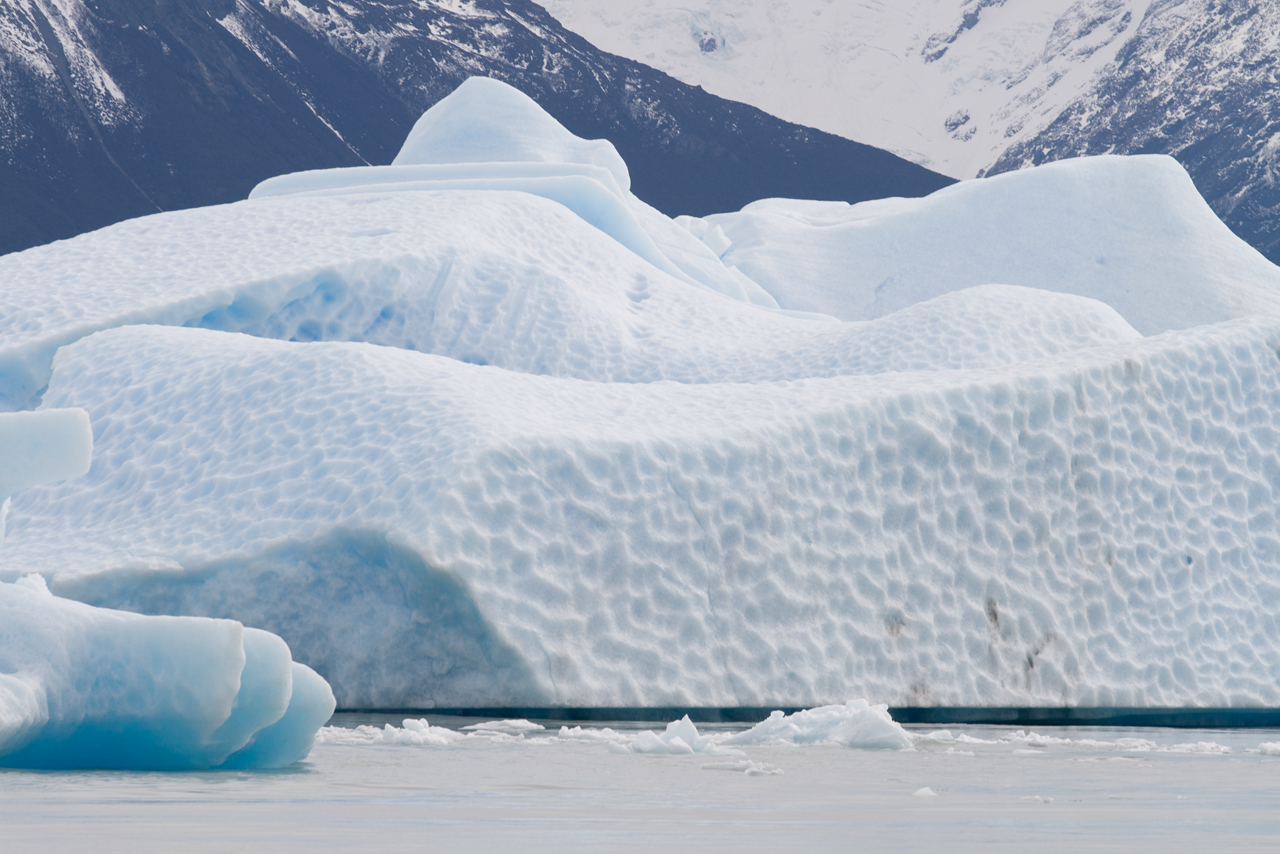
Icebergs en el lago Argentino, El Calafate.

### Física del hielo y el agua marina
La temperatura del agua en el fondo del océano tiene un valor fijo alrededor de los 4 °C (esta es la temperatura a la cual su densidad alcanza su mayor valor). Estas aguas del fondo del mar quedan como atrapadas a esa profundidad; si aumentara su temperatura (por ejemplo por un volcán o géiser en el fondo oceánico), disminuiría su densidad al calentarse y ascendería. También puede ascender, por efecto de la rotación de la Tierra, en las costas occidentales de los continentes (este es el caso que se presenta en las costas occidentales de Groenlandia, Noruega y Alaska) y en este caso también se eleva por el fenómeno de emersión de aguas frías del fondo submarino, aunque son mucho más cálidas que las temperaturas atmosféricas en ese lugar. 
Estas islas de hielo existen gracias a una propiedad notable del agua: en su estado sólido tiene menor densidad que en estado líquido. Si no fuese así, el hielo se acumularía en el fondo de los océanos y no en su superficie.
También el hielo es una excepción en el mundo de los elementos, y se debe a que la molécula del agua (H2O) está polarizada eléctricamente. El átomo de oxígeno atrae más a los electrones que los átomos de hidrógeno, lo que impone al hielo una estructura de tipo cristalino (por el juego de la atracción y de la repulsión eléctrica) que tiene menos densidad que si fuese un sólido amorfo.

### Producción de icebergs

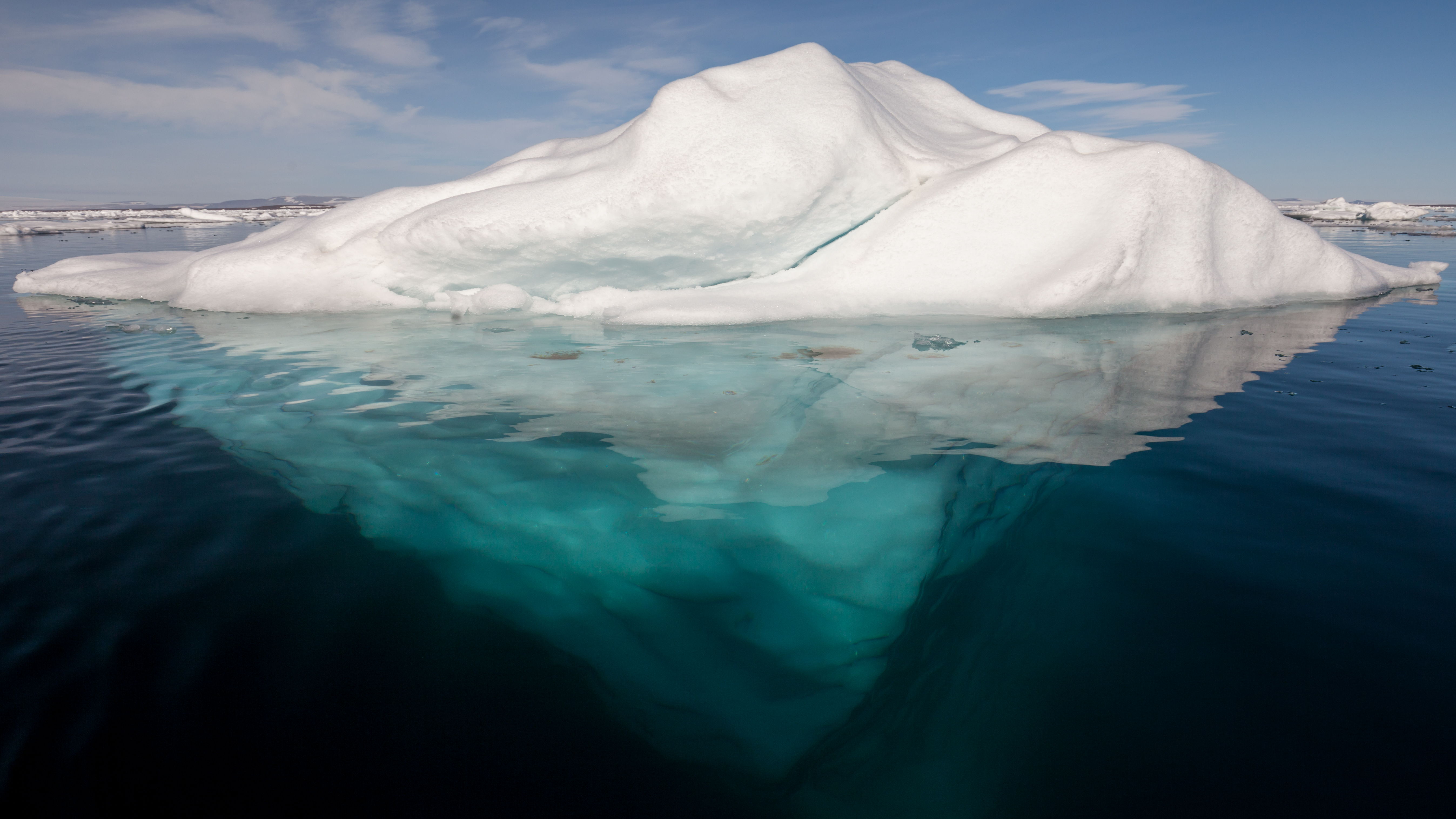
En mares tranquilos, se puede observar claramente la porción submarina de icebergs en agua de mar clara y polar (mar Ártico)

La producción de icebergs se relaciona con la tasa de descarga de las plataformas de hielo y de los flujos que permiten la eliminación del exceso de carga proveniente de las partes altas que son uno de los mecanismos de pérdida de masa del glaciar. Otra característica es la velocidad del flujo, la cual puede ser más rápida y no seguir la dirección de la totalidad de la masa de hielo. Uno de los principales factores internos que provoca el desprendimiento de témpanos en los márgenes frontales de un glaciar es la sustentación que otorga la base sobre la que se está desplazando o reptando.
Huges (2002) demostró que los desprendimientos se deben a la pérdida de consistencia del hielo que se presenta agrietado y a las tensiones y esfuerzos provocados por su propio peso. La propagación de las rupturas en las grietas hasta la base del hielo produce quebraduras de bloques completos provocando la caída de la pared de hielo. Los procesos de desprendimiento se ven acelerados si el lecho glaciar se encuentra en flotación, debido a la disminución de estabilidad que provoca el agua.

#### Icebergs originados en Groenlandia

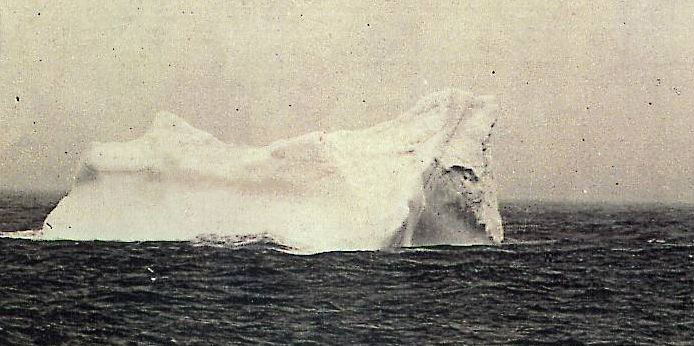
Posible iceberg que provocó el naufragio del Titanic. Fue fotografiado 5 días después de la tragedia por el marinero Stephan Rehorek, quien lo fotografió tras observar la línea roja de la base.

Son los que presentaban mayor peligrosidad para la navegación, debido a que sus efectos pueden llegar a sentirse en latitudes bastante alejadas hacia el sur, debido a la Corriente del Labrador que procede del noroeste de Groenlandia, donde desembocan varios glaciares muy activos procedentes a su vez del casquete de hielo de la gran isla ártica. Con el desarrollo del sistema de radar y de otros avances de la navegación, esta peligrosidad se ha reducido hasta casi desaparecer, pero las embarcaciones que alcanzan latitudes elevadas deben atender las características y tamaño de los icebergs, teniendo en cuenta que el tamaño de cualquiera de ellos suele ser bastante más extenso por debajo de su línea de flotación que lo que su altura permite inferir. El tamaño de algunos icebergs al romperse puede ser muy grande, con centenares de metros e incluso de centenares de km de diámetro. Una interesante aplicación de la NASA, EOSDIS World View (Earth Observing System Data and Information System Worldview), disponible en acceso libre presenta una visión satelital de cualquier lugar del mundo, día a día, en la que se puede verificar el desplazamiento y el tamaño de los icebergs de cualquier tamaño por ejemplo, los que pueden verse en la costa occidental de Groenlandia. En esta imagen pueden verse cientos de icebergs fragmentados de dimensiones muy distintas entre sí en la parte superior de la imagen. Dicha imagen puede ampliarse con el zoom con el signo +. La distinción entre nubes y icebergs resulta evidente: en el caso de las nubes, tienen cientos de km de diámetro y son más homogéneas y no se encuentran solo sobre el mar, mientras que los icebergs solo pueden verse sobre el mar y son claramente distinguibles cuando se acerca la imagen. El programa también de la NASA IOTD (Image Of The Day) también presenta muchas imágenes de icebergs y sus movimientos, especialmente las que se refieren a los icebergs de la Antártida.

#### Icebergs originados en la Antártida
La mayoría de estos icebergs se producen tanto en el mar de Weddell, como en el mar de Ross y proceden del glaciar continental al desprenderse del mismo y desembocar en el océano fracturándose al llegar a mar abierto. Pueden ser de gran tamaño (centenares de km de longitud y hasta 50 m o más de altura). Es similar al hielo oceánico formado en la superficie (banquisa) pero de mayor profundidad y extensión promedio por lo que su desaparición puede producirse a lo largo de varios años después de su formación.

## Oceanografía y ecología

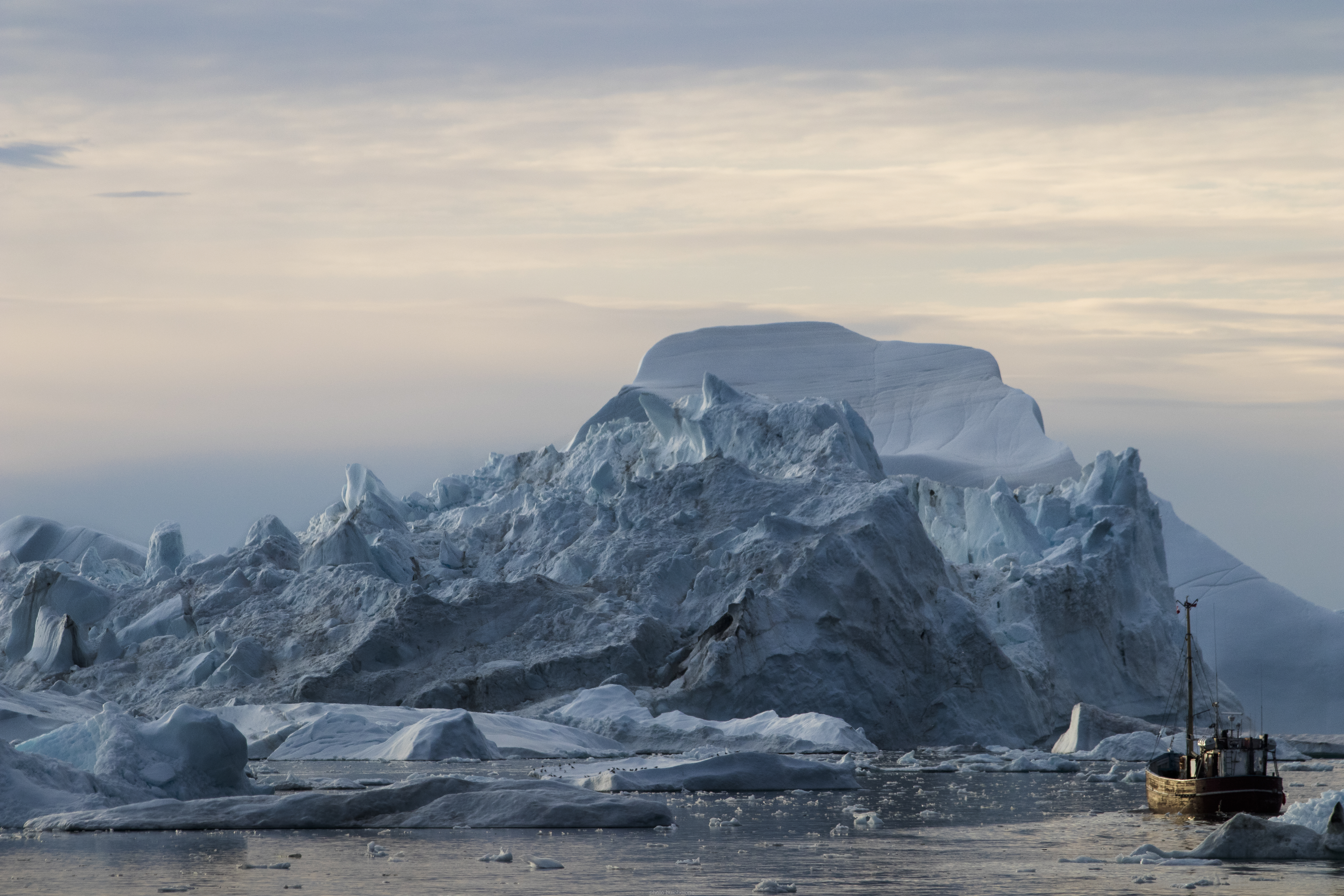
Icebergs en la Bahía Disko

El agua dulce inyectada en el océano por el derretimiento de los icebergs puede cambiar la densidad del agua de mar en las cercanías del iceberg.  El agua dulce derretida liberada en profundidad es más ligera y, por lo tanto, más flotante que el agua de mar circundante, lo que hace que suba hacia la superficie. Los icebergs también pueden actuar como rompeolas flotantes, impactando las olas del océano.
Los icebergs contienen concentraciones variables de nutrientes y minerales que se liberan al océano durante el derretimiento. Los nutrientes derivados de los icebergs, en particular el hierro contenido en los sedimentos, pueden impulsar la proliferación de fitoplancton.  Las muestras recolectadas de icebergs en la Antártida, la Patagonia, Groenlandia, Svalbard e Islandia, sin embargo, muestran que las concentraciones de hierro varían significativamente, complicando los esfuerzos para generalizar los impactos de los icebergs en los ecosistemas marinos.

## Peligrosidad

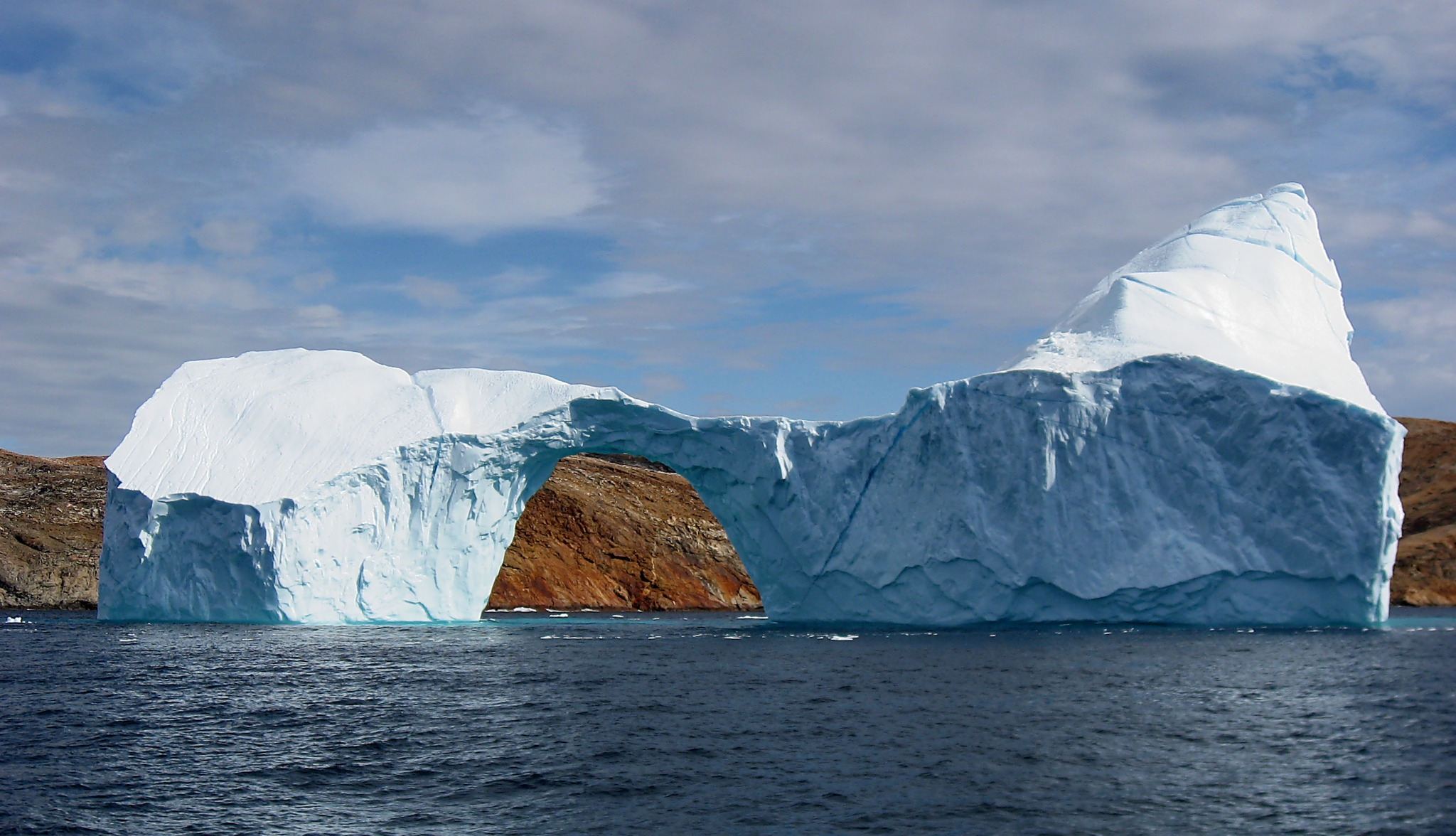
Iceberg con agujero cerca de Groenlandia.

Los icebergs son masas de hielo gigantes y muy duras. Cuando colisionan contra embarcaciones pueden destruir parte de la estructura de estas y producir su hundimiento, por lo que los icebergs constituyen un gran peligro para las embarcaciones que navegan por las zonas propensas a tener icebergs.
Este peligro es muy conocido por el hundimiento del RMS Titanic, un gran navío transatlántico de la White Star Line que navegaba en su viaje inaugural a Nueva York desde Southampton. El 14 de abril de 1912, a las 11:40 de la noche, detectó un iceberg justo delante. El barco trató de esquivarlo virando hacia babor y dando contramarcha, pero su casco rozó el témpano por debajo de la línea de flotación. La colisión causó aberturas en 5 compartimentos estancos del barco, inundándolo de agua y hundiéndolo a 600 kilómetros de la costa de Terranova. 
Aquel iceberg, como muchos otros, fue arrastrado hacia el sur por la corriente del Labrador que suele llevarlos hacia latitudes más bajas, incluso hasta su punto de encuentro con la corriente del Golfo.
En octubre de 1974, un iceberg del tamaño de Londres (también se comparó con el tamaño de la isla de Manhattan) se desprendió de la barrera de hielo Antártica, aunque nunca se alejó mucho de esta masa continental antártica por la razón de que la corriente de deriva antártica lo encerraba hacia el continente, lo mismo que sucede con otros muchos icebergs de gran tamaño.
El 12 de julio de 2017, un iceberg gigante también se desprendió en la Antártida.
Entre el 20 y 25 de septiembre de 2019, una plataforma de hielo (nombrada D28) de una dimensión que doblaría en superficie a la Isla de Menorca, y que era estudiada desde tiempo atrás, se separa de la barrera de hielo "Amery" que forma el Glaciar Lambert desembocando en el mar de la Cooperación, en la Antártida, aproximadamente en Longitud 072 Este.